# Vajji

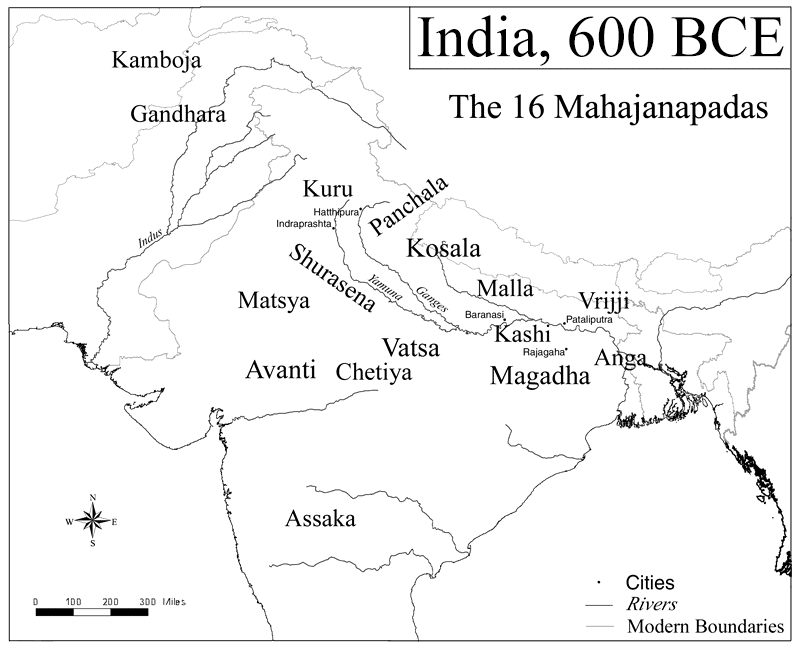
Les seize Mahâ-Janapadas au av. J.-C.

Sangha Vajji ou Vrijji était l'un des principaux Mahâ-Janapadas de l'Inde ancienne. Sangha (Pali : सन्घ; Sanskrit : संघ) signifie association ou assemblée, Vajji est un dérivé du nom de l'un de ses clans, Vriji. Cette confédération était une république.
Le texte bouddhiste, Anguttara Nikaya, et le texte Jaïn, Bhagavati Sutra, incluent tous les deux le Vajji dans leurs listes de solasa (seize) Mahâ-Janapadas. Les penseurs Pāṇini, Chânakya et Xuanzang le mentionnent également. 

## Territoire
Le territoire du Mahâ-Janapada Vajji était situé au nord du Gange et prolongée jusqu'à la région du Terai au Népal. À l'ouest, la rivière Gandak était probablement la frontière entre lui et un autre Mahâ-Janapada, Malla. À l'est, son territoire a probablement été prolongé jusqu'à la forêt le long des berges des rivières, Kosi et Mahananda. La capitale de ce Mahâ-Janapada était Vaisali. Les autres villes et les villages importants étaient Kundapura ou Kundagrama (une banlieue de Vaishali), Bhoganagara et Hatthigama.

## Clans dirigeants
Les dirigeants de ce Mahâ-Janapada étaient une confédération de huit clans (atthakula) dont les Vrijis, les Lichchavis, les Jnatrikass et les Videhas étaient les plus importants. 
L'identité des quatre autres clans n'est pas certaine. Cependant, dans un passage du kritanga Sutra (Jaïn) , les Ugras, les Bhogas, les Kauravas et les Aikshvakas sont associés à la Jnatris et au Licchavis en tant que sujets de la même règle et membres de la même assemblée.

## administration Vajji
Le Vajji Sangha était composé de plusieurs Janapadas (royaumes), de Gramas (villages), et de Gosthas (groupes). Les personnalités éminentes ont été choisis dans chaque khandas (districts) pour les représenter au Vajji Gana Parishad (Conseil du peuple de Vajji). Ces représentants étaient appelés Mukhyas Gana, le président du conseil était le Ganapramukh (chef de l'État), souvent abordé en tant que roi, bien que son poste ne soit pas dynastique. Les autres dirigeants étaient le Mahabaladhrikrit (équivalent du ministre de la sécurité intérieure), le Binishchayamatya (le juge en chef), les Dandadhikrit (les autres juges), etc.
La Capitale de Vajji était Vaisali, une ville prospère, décrite comme entouré d'une triple muraille avec trois portes et des tours de guet dans l'Ekapanna Jataka. Aux environs de 600 avant notre ère, les Lichchhavis étaient des disciples du Seigneur Mahavira et de Bouddha, qui ont tous deux visité à plusieurs reprises Vaisali.
Le Bouddha était un grand admirateur des Vajjis comme il est indiqué dans le Sutta Mahaparinibanna et il dit au ministre du roi Ajatasattu, Vassakara, que les Vajjis resteront invincible pour autant qu'ils adhèrent aux sept règles du bien-être d'une nation qui sont les suivantes :
- Réunions fréquentes de consultation,
- Concordance dans l'action,
- Respect des injonctions et des traditions,
- Respect des aînés,
- Respect des femmes, qui ne doivent jamais être molestés,
- Vénération des lieux de culte
- Protection des saints dignes sur le territoire